# Powiat de Mielec
Le powiat de Mielec (en polonais : powiat mielecki) est un powiat de la voïvodie des Basses-Carpates, dans le sud-est de la Pologne.

## Division administrative

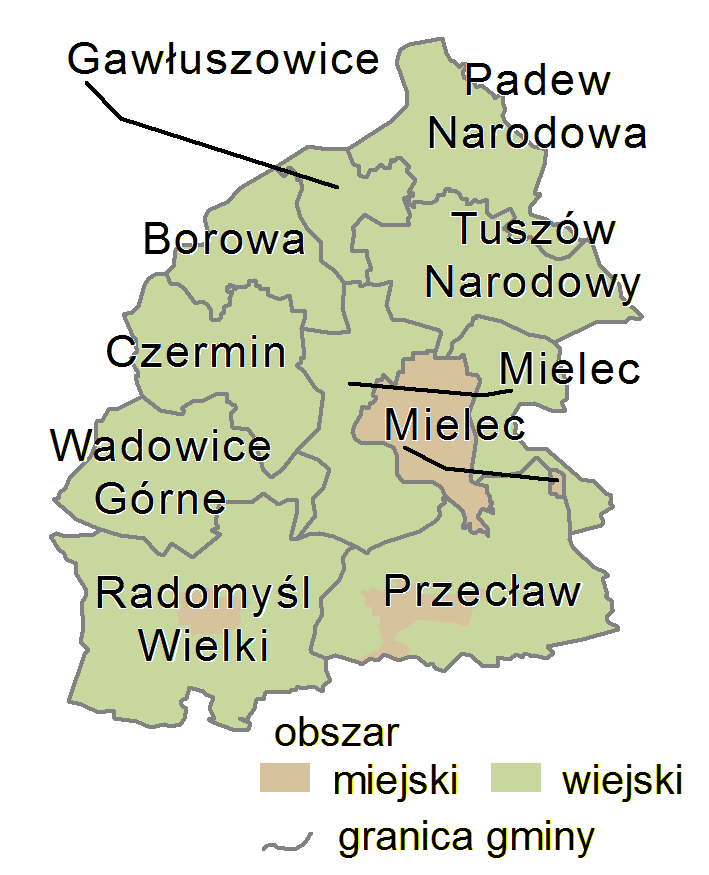
Carte du powiat (partie urbaine en marron et rurale en vert)

Le powiat compte 10 communes :
| Gmina                                           | Type           | Superficie (km²) | Population (2006) | Chef-lieu       |
| Mielec                                          | urbaine        | 47,4             | 61 118            |                 |
| Radomyśl Wielki                                 | urbaine-rurale | 159,6            | 13 641            | Radomyśl Wielki |
| Mielec                                          | rurale         | 122,1            | 12 112            | Mielec *        |
| Przecław                                        | urbaine-rurale | 134,3            | 10 946            | Przecław        |
| Tuszów Narodowy                                 | rurale         | 89,5             | 7 545             | Tuszów Narodowy |
| Wadowice Górne                                  | rurale         | 87,2             | 7 269             | Wadowice Górne  |
| Czermin                                         | rurale         | 80,3             | 6 721             | Czermin         |
| Borowa                                          | rurale         | 55,5             | 5 588             | Borowa          |
| Padew Narodowa                                  | rurale         | 70,6             | 5 352             | Padew Narodowa  |
| Gawłuszowice                                    | rurale         | 33,8             | 2 856             | Gawłuszowice    |
| * le chef-lieu ne fait pas partie de la commune |                |                  |                   |                 |